# Chionochloa spiralis
Chionochloa spiralis är en gräsart som beskrevs av Victor Dmitrievich Zotov. Chionochloa spiralis ingår i släktet Chionochloa och familjen gräs. Inga underarter finns listade i Catalogue of Life.